# Championnat d'Europe féminin de volley-ball des moins de 20 ans 1969
Navigation
Budapest 1966 Cecina 1971
Le 2e championnat d'Europe féminin de volley-ball des moins de 20 ans s'est déroulé du 27 septembre au 5 octobre 1969 à Rīga (URSS).

## Déroulement de la compétition

### Tour préliminaire

#### Composition des groupes
| Poule 1                                  | Poule 2                                                        | Poule 3                                                               |
| ---------------------------------------- | -------------------------------------------------------------- | --------------------------------------------------------------------- |
| Site : Rīga Hongrie Italie Roumanie URSS | Site : Tallinn Belgique Pologne Allemagne de l'Est Yougoslavie | Site : Tallinn Bulgarie Pays-Bas Allemagne de l'Ouest Tchécoslovaquie |

#### Poule 1
| # | Équipe   | Pts | J | G | P | Sp | Sc | Ratio | Pp  | Pc  | Ratio |
| - | -------- | --- | - | - | - | -- | -- | ----- | --- | --- | ----- |
| 1 | URSS     | 6   | 3 | 3 | 0 | 9  | 0  | MAX   | 135 | 44  | 3.068 |
| 2 | Hongrie  | 5   | 3 | 2 | 1 | 6  | 3  | 2     | 97  | 111 | 0.874 |
| 3 | Roumanie | 4   | 3 | 1 | 2 | 3  | 6  | 0.5   | 113 | 103 | 1.097 |
| 4 | Italie   | 3   | 3 | 0 | 3 | 0  | 9  | 0     | 48  | 135 | 0.356 |

| Date     | Match              | Résultat | Sets  | Sets  | Sets  | Sets | Sets | Total Points |
| Date     | Match              | Résultat | 1     | 2     | 3     | 4    | 5    | Total Points |
| -------- | ------------------ | -------- | ----- | ----- | ----- | ---- | ---- | ------------ |
| 27.09.69 | Hongrie - Roumanie | 3 - 0    | 17-15 | 15-13 | 15-11 | -    | -    | 47-39        |
| 27.09.69 | URSS - Italie      | 3 - 0    | 15-2  | 15-6  | 15-2  | -    | -    | 45-10        |
| 28.09.69 | URSS - Roumanie    | 3 - 0    | 15-7  | 15-9  | 15-13 | -    | -    | 45-29        |
| 28.09.69 | Hongrie - Italie   | 3 - 0    | 15-4  | 15-13 | 15-10 | -    | -    | 45-27        |
| 29.09.69 | Roumanie - Italie  | 3 - 0    | 15-2  | 15-5  | 15-4  | -    | -    | 45-11        |
| 29.09.69 | URSS - Hongrie     | 3 - 0    | 15-3  | 15-0  | 15-2  | -    | -    | 45-5         |

#### Poule 2
| # | Équipe             | Pts | J | G | P | Sp | Sc | Ratio | Pp  | Pc  | Ratio |
| - | ------------------ | --- | - | - | - | -- | -- | ----- | --- | --- | ----- |
| 1 | Pologne            | 6   | 3 | 3 | 0 | 9  | 1  | 9     | 145 | 73  | 1.986 |
| 2 | Allemagne de l'Est | 5   | 3 | 2 | 1 | 7  | 3  | 2.333 | 133 | 83  | 1.602 |
| 3 | Yougoslavie        | 4   | 3 | 1 | 2 | 3  | 6  | 0.5   | 78  | 123 | 0.634 |
| 4 | Belgique           | 3   | 3 | 0 | 3 | 0  | 9  | 0     | 62  | 139 | 0.446 |

| Date     | Match                            | Résultat | Sets  | Sets  | Sets  | Sets  | Sets | Total Points |
| Date     | Match                            | Résultat | 1     | 2     | 3     | 4     | 5    | Total Points |
| -------- | -------------------------------- | -------- | ----- | ----- | ----- | ----- | ---- | ------------ |
| 27.09.69 | Yougoslavie - Pologne            | 0 - 3    | 5-15  | 6-15  | 0-15  | -     | -    | 16742        |
| 27.09.69 | Allemagne de l'Est - Belgique    | 3 - 0    | 15-1  | 15-6  | 15-3  | -     | -    | 45-10        |
| 28.09.69 | Yougoslavie - Belgique           | 3 - 0    | 19-17 | 15-6  | 15-10 | -     | -    | 49-33        |
| 28.09.69 | Pologne - Allemagne de l'Est     | 3 - 1    | 15-5  | 15-11 | 10-15 | 15-12 | -    | 55-43        |
| 29.09.69 | Yougoslavie - Allemagne de l'Est | 0 - 3    | 4-15  | 7-15  | 7-15  | -     | -    | 18-45        |
| 29.09.69 | Pologne - Belgique               | 3 - 0    | 15-5  | 15-1  | 15-13 | -     | -    | 45-19        |

#### Poule 3
| # | Équipe               | Pts | J | G | P | Sp | Sc | Ratio | Pp  | Pc  | Ratio |
| - | -------------------- | --- | - | - | - | -- | -- | ----- | --- | --- | ----- |
| 1 | Bulgarie             | 6   | 3 | 3 | 0 | 9  | 3  | 3     | 171 | 106 | 1.613 |
| 2 | Tchécoslovaquie      | 5   | 3 | 2 | 1 | 6  | 3  | 2     | 113 | 91  | 1.242 |
| 3 | Pays-Bas             | 4   | 3 | 1 | 2 | 5  | 8  | 0.625 | 144 | 149 | 0.966 |
| 4 | Allemagne de l'Ouest | 3   | 3 | 0 | 3 | 3  | 9  | 0.333 | 92  | 174 | 0.529 |

| Date     | Match                                  | Résultat | Sets | Sets  | Sets  | Sets  | Sets | Total Points |
| Date     | Match                                  | Résultat | 1    | 2     | 3     | 4     | 5    | Total Points |
| -------- | -------------------------------------- | -------- | ---- | ----- | ----- | ----- | ---- | ------------ |
| 27.09.69 | Tchécoslovaquie - Allemagne de l'Ouest | 3 - 0    | 15-6 | 15-8  | 15-3  | -     | -    | 45-17        |
| 27.09.69 | Bulgarie - Pays-Bas                    | 3 - 2    | 15-8 | 11-15 | 11-15 | 15-2  | 15-5 | 67-45        |
| 28.09.69 | Bulgarie - Tchécoslovaquie             | 3 - 0    | 15-4 | 15-12 | 15-7  | -     | -    | 45-23        |
| 28.09.69 | Pays-Bas - Allemagne de l'Ouest        | 3 - 2    | 15-3 | 15-1  | 12-15 | 13-15 | 15-3 | 70-37        |
| 29.09.69 | Bulgarie - Allemagne de l'Ouest        | 3 - 1    | 15-6 | 15-12 | 14-16 | 15-4  | -    | 59-38        |
| 29.09.69 | Tchécoslovaquie - Pays-Bas             | 3 - 0    | 15-7 | 15-12 | 15-10 | -     | -    | 45-29        |

### Tour final

#### Poule de Classement 7 à 12 (Tallinn)
| #  | Équipe               | Pts | J | G | P | Sp | Sc | Ratio | Pp  | Pc  | Ratio |
| -- | -------------------- | --- | - | - | - | -- | -- | ----- | --- | --- | ----- |
| 7  | Roumanie             | 10  | 5 | 5 | 0 | 15 | 1  | 15    | 237 | 105 | 2.257 |
| 8  | Pays-Bas             | 9   | 5 | 4 | 1 | 12 | 8  | 1.5   | 261 | 202 | 1.292 |
| 9  | Italie               | 8   | 5 | 3 | 2 | 9  | 7  | 1.286 | 182 | 175 | 1.04  |
| 10 | Yougoslavie          | 7   | 5 | 2 | 3 | 9  | 11 | 0.818 | 221 | 248 | 0.891 |
| 11 | Allemagne de l'Ouest | 6   | 5 | 1 | 4 | 8  | 12 | 0.667 | 189 | 254 | 0.744 |
| 12 | Belgique             | 5   | 5 | 0 | 5 | 1  | 15 | 0.067 | 135 | 241 | 0.56  |

| Date     | Match                              | Résultat | Sets  | Sets  | Sets  | Sets  | Sets  | Total Points |
| Date     | Match                              | Résultat | 1     | 2     | 3     | 4     | 5     | Total Points |
| -------- | ---------------------------------- | -------- | ----- | ----- | ----- | ----- | ----- | ------------ |
| -        | Roumanie - Italie                  | 3 - 0    | 15-2  | 15-5  | 15-4  | -     | -     | 45-11        |
| -        | Yougoslavie - Belgique             | 3 - 0    | 19-17 | 15-6  | 15-10 | -     | -     | 49-33        |
| -        | Pays-Bas - Allemagne de l'Ouest    | 3 - 2    | 15-3  | 15-1  | 12-15 | 13-15 | 15-3  | 70-37        |
| 01.10.69 | Yougoslavie - Italie               | 0 - 3    | 9-15  | 7-15  | 4-15  | -     | -     | 20-45        |
| 01.10.69 | Allemagne de l'Ouest - Belgique    | 3 - 0    | 15-12 | 17-15 | 15-5  | -     | -     | 47-32        |
| 01.10.69 | Roumanie - Pays-Bas                | 3 - 0    | 15-11 | 15-8  | 15-6  | -     | -     | 45-25        |
| 02.10.69 | Yougoslavie - Pays-Bas             | 2 - 3    | 8-15  | 15-5  | 15-13 | 13-15 | 3-15  | 54-63        |
| 02.10.69 | Italie - Belgique                  | 3 - 0    | 15-12 | 15-3  | 15-10 | -     | -     | 45-25        |
| 02.10.69 | Roumanie - Allemagne de l'Ouest    | 3 - 0    | 15-6  | 15-7  | 15-5  | -     | -     | 45-18        |
| 04.10.69 | Yougoslavie - Roumanie             | 1 - 3    | 11-15 | 4-15  | 15-12 | 9-15  | -     | 39-57        |
| 04.10.69 | Pays-Bas - Belgique                | 3 - 1    | 15-4  | 15-6  | 10-15 | 15-8  | -     | 55-33        |
| 04.10.69 | Italie - Allemagne de l'Ouest      | 3 - 1    | 15-3  | 3-15  | 15-11 | 15-8  | -     | 48-37        |
| 05.10.69 | Yougoslavie - Allemagne de l'Ouest | 3 - 2    | 7-15  | 15-2  | 15-5  | 7-15  | 15-13 | 59-50        |
| 05.10.69 | Pays-Bas - Italie                  | 3 - 0    | 15-7  | 15-10 | 18-16 | -     | -     | 48-33        |
| 05.10.69 | Roumanie - Belgique                | 3 - 0    | 15-9  | 15-2  | 15-1  | -     | -     | 45-12        |

#### Poule Finale (Rīga)
| # | Équipe             | Pts | J | G | P | Sp | Sc | Ratio | Pp  | Pc  | Ratio |
| - | ------------------ | --- | - | - | - | -- | -- | ----- | --- | --- | ----- |
| 1 | URSS               | 10  | 5 | 5 | 0 | 15 | 0  | MAX   | 225 | 66  | 3.409 |
| 2 | Bulgarie           | 8   | 5 | 3 | 2 | 11 | 8  | 1.375 | 234 | 209 | 1.12  |
| 3 | Pologne            | 8   | 5 | 3 | 2 | 9  | 11 | 0.818 | 223 | 260 | 0.858 |
| 4 | Tchécoslovaquie    | 7   | 5 | 2 | 3 | 8  | 11 | 0.727 | 207 | 232 | 0.892 |
| 5 | Allemagne de l'Est | 7   | 5 | 2 | 3 | 8  | 11 | 0.727 | 192 | 236 | 0.814 |
| 6 | Hongrie            | 5   | 5 | 0 | 5 | 5  | 15 | 0.333 | 191 | 269 | 0.71  |

| Date     | Match                                | Résultat | Sets  | Sets  | Sets  | Sets  | Sets  | Total Points |
| Date     | Match                                | Résultat | 1     | 2     | 3     | 4     | 5     | Total Points |
| -------- | ------------------------------------ | -------- | ----- | ----- | ----- | ----- | ----- | ------------ |
| -        | URSS - Hongrie                       | 3 - 0    | 15-3  | 15-0  | 15-2  | -     | -     | 45-5         |
| -        | Pologne - Allemagne de l'Est         | 3 - 1    | 15-5  | 15-11 | 10-15 | 15-12 | -     | 55-43        |
| -        | Bulgarie - Tchécoslovaquie           | 3 - 0    | 15-4  | 15-12 | 15-7  | -     | -     | 45-23        |
| 01.10.69 | Pologne - Hongrie                    | 3 - 2    | 9-15  | 15-12 | 15-11 | 7-15  | 15-13 | 61-66        |
| 01.10.69 | Allemagne de l'Est - Tchécoslovaquie | 3 - 2    | 6-15  | 15-9  | 15-9  | 7-15  | 15-10 | 58-58        |
| 01.10.69 | URSS - Bulgarie                      | 3 - 0    | 15-8  | 15-8  | 15-3  | -     | -     | 45-19        |
| 02.10.69 | Tchécoslovaquie - Hongrie            | 3 - 2    | 15-12 | 15-9  | 13-15 | 6-15  | 15-10 | 64-61        |
| 02.10.69 | Bulgarie - Allemagne de l'Est        | 3 - 1    | 10-15 | 15-6  | 15-10 | 15-4  | -     | 55-35        |
| 02.10.69 | URSS - Pologne                       | 3 - 0    | 15-8  | 15-4  | 15-2  | -     | -     | 45-14        |
| 04.10.69 | Tchécoslovaquie - Pologne            | 3 - 0    | 15-4  | 15-8  | 15-11 | -     | -     | 45-23        |
| 04.10.69 | Bulgarie - Hongrie                   | 3 - 1    | 15-6  | 15-6  | 9-15  | 15-9  | -     | 54-36        |
| 04.10.69 | URSS - Allemagne de l'Est            | 3 - 0    | 15-0  | 15-10 | 15-1  | -     | -     | 45-11        |
| 05.10.69 | Allemagne de l'Est - Hongrie         | 3 - 0    | 15-9  | 15-7  | 15-7  | -     | -     | 45-23        |
| 05.10.69 | Pologne - Bulgarie                   | 3 - 2    | 15-17 | 15-8  | 10-15 | 15-13 | 15-8  | 70-61        |
| 05.10.69 | URSS - Tchécoslovaquie               | 3 - 0    | 15-8  | 15-4  | 15-5  | -     | -     | 45-17        |

## Classement final
| Place              | Équipe               |
| ------------------ | -------------------- |
| Médaille d'or      | URSS                 |
| Médaille d'argent  | Bulgarie             |
| Médaille de bronze | Pologne              |
| 4                  | Tchécoslovaquie      |
| 5                  | Allemagne de l'Est   |
| 6                  | Hongrie              |
| 7                  | Roumanie             |
| 8                  | Pays-Bas             |
| 9                  | Italie               |
| 10                 | Yougoslavie          |
| 11                 | Allemagne de l'Ouest |
| 12                 | Belgique             |